# Sladö och Äskeskär
Sladö och Äskeskär är ett naturreservat i Västerviks kommun i Kalmar län.
Området är naturskyddat sedan 1965 och är 2 000 hektar stort. Reservatet omfattar öarna Sladö och Äsekskär samt flera mindre öar. Det omfattar hällmarker med tallskog, öppna ängsmarker och mindre partier av lövträd.